# Коммунистическая партия Пакистана
Коммунистическая партия Пакистана (КПП; урду کمیونسٹ پارٹی آف پاکستان‎) — коммунистическая партия в Пакистане.

## История
Основана 6 марта 1948 в Калькутте. Решение о её создании было принято на Второй всеиндийской конференции Коммунистической партии Индии и связано с разделением Индии на два государства: Индийский Союз и Пакистан. Генеральным секретарём новой партии был избран писатель Саед Саджад Захир, основатель Всеиндийской ассоциации прогрессивных писателей. Делегаты из Восточного Пакистана избрали Восточно-пакистанский провинциальный комитет.
В 1951 после неудавшейся попытки свержения Лиакат Али Хана, в которой участвовали и коммунисты, партия подверглась правительственным репрессиям, многие её члены были арестованы. Позднее в результате посредничества индийского премьера Неру ряд лидеров КПП были высланы в Индию.
С этого момента политическая деятельность партии в Западном Пакистане становится всё более ограниченной, тогда как организации Восточного Пакистана приобретали всё большее влияние. На провинциальных выборах в Восточном Пакистане 1954 года КПП вошла в состав Объединённого фронта, по итогам выборов были избраны 4 из 10 кандидатов партии, ещё 23 коммуниста избраны как кандидаты от других партий.
В 1954 году КПП вместе с рядом других партий была официально запрещена. Партия перешла в глубокое подполье. В условиях нелегальной работы коммунисты действовали в рамках легальных партий: Азад Пакистан, Национальная народная (Авами), Народная Лига, Демократический фронт, Всепакистанская крестьянская ассоциация, позднее — Пакистанская социалистическая партия.
В середине 1960-х КПП стала создавать свои организационные структуры среди эмигрантов в Европе. Стала выходить газета «Багават» («Восстание») на урду.
В 1966 в результате советско-китайских разногласий в Восточном Пакистане от КПП откололась прокитайская группа. В 1970 в Западном Пакистане произошёл откол Рабоче-крестьянской партии (партии Маздур Кисан).
На IV съезде партии (Дакка, 1968) было принято решение о создании отдельной Коммунистической партии Восточного Пакистана (позднее — Коммунистическая партия Бангладеш).
КПП являлась организатором вооружённой борьбы крестьян в Белуджистане. Кроме того, одним из важных шагов по сопротивлению существовавшему режиму партия видела в создании боевого профсоюзного движения.
В 1995 Коммунистическая партия Пакистана и Рабоче-крестьянская партия объединились в Коммунистическую рабоче-крестьянскую партию, однако в 1999 группа активистов вышла из неё и восстановила Коммунистическую партию Пакистана.
В 2002 КПП раскололась на две части: одну возглавил Моула Букс Хасхели, отколовшуюся группу возглавил Кадим Тахим.
В 2013 году Коммунистическая партия Пакистана спустя десятилетия подпольного и полулегального состояния была официально зарегистрирована.

## Руководители
- Саед Саджад Захир (1948—1956)
- Имам Али Назиш (до 1990)
- Джам Саки (декабрь 1990 — апрель 1991)
- Моула Букс Хасхели (1999—2011)
- Имдад Кази (с 2011)